# La Piazza (Castellina in Chianti)
La Piazza (o Piazza, già Grignano di Sotto) è una frazione del comune italiano di Castellina in Chianti, nella provincia di Siena, in Toscana.

## Storia
Il borgo della Piazza risale al periodo alto-medievale e portava il nome di Grignano di Sotto, in quanto situato in piano rispetto al castello di Grignano (Grignano di Sopra) dal quale era dipendente. Un documento del maggio 1035 redatto a Grignano ricorda Grignano di Sopra e Grignano di Sotto nel piviere di San Leolino a Flacciano, mentre in un atto di vendita del marzo 1086 è ricordato l'oratorio di San Giorgio.
Alla parrocchia di San Giorgio a Grignano di Sotto, poi divenuta San Giorgio alla Piazza, viene annessa anche la chiesa di Sant'Andrea a Grignanello, piccolo borgo situato su di un crinale tra La Piazza e Grignano.
In un documento dell'abbazia di Passignano del 16 settembre 1220, si legge che un tale Orlandino di Baverio da Piazza aveva rinunciato ad alcuni possedimenti situati nel circondario di Firenze in favore dell'abbazia.
Nel 1551 La Piazza contava 108 abitanti, scesi a 93 nel 1745, poi aumentati a 111 abitanti nel 1833.

## Monumenti e luoghi d'interesse

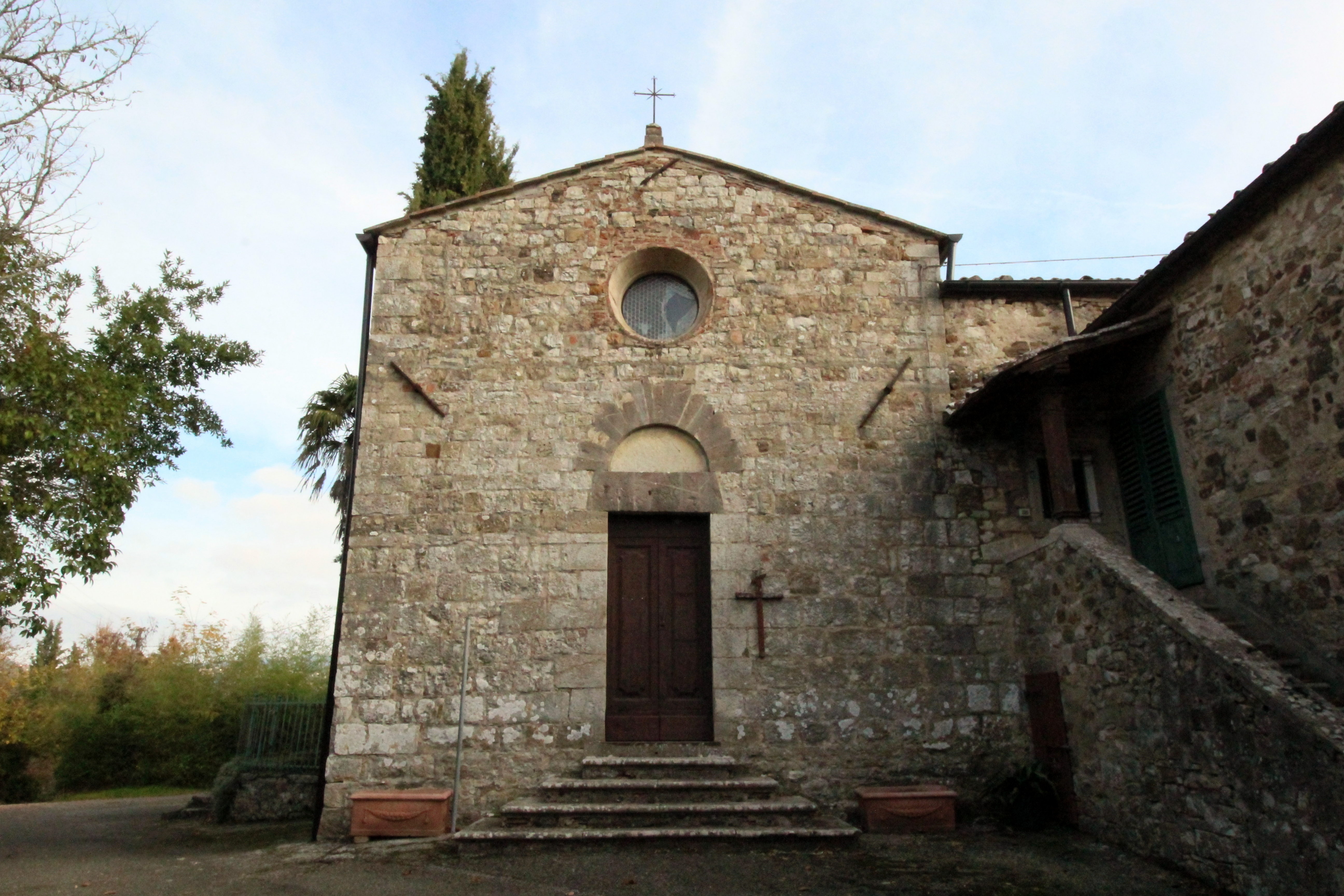
La chiesa di San Giorgio alla Piazza

### Architetture religiose
Il principale luogo di culto della frazione è la romanica chiesa di San Giorgio alla Piazza, già San Giorgio a Grignano di Sotto, come è ricordata nei documenti alto-medievali. Storicamente faceva parte del piviere di Panzano in Chianti e appartiene alla diocesi di Fiesole, estendendosi su un territorio di circa 100 abitanti. L'edificio conserva buona parte della muratura originaria, mentre all'interno custodisce una pala quattrocentesca della Madonna col Bambino e i Santi Giorgio e Francesco della bottega di Cosimo Rosselli.
La frazione possiede un proprio cimitero.

### Architetture civili
La cosiddetta Torre di Michelangelo è un edificio turrito fortificato situato lungo la strada che da La Piazza conduce a San Donato in Poggio. Sorta come complesso di difesa dipendente dal castello di Grignano, venne trasformata in abitazione civile tra il XV e il XVI secolo. Proprietario dell'edificio risulta nel 1494 Giovanfrancesco de' Nobili, della corte dei Medici, e dopo la sua morte sappiamo che fu venduto dalla vedova Simona Guicciardini nel 1549 a Michelangelo Buonarroti. I discendenti dell'artista rimasero proprietari della struttura per oltre tre secoli, finché Leonardo Buonarroti non lo vendette ai Manenti nel 1867. Ai Manenti subentrarono i Brandani nel 1888, mentre dal 1973 è proprietà di Rinaldo Busoni.